# Govern Metropolità de Tòquio
El Govern Metropolità de Tòquio (東京都庁 Tōkyōto-chō) és el govern de l'Àrea metropolitana de Tòquio, una de les 47 prefectures del Japó. L'estructura del govern consisteix en la figura d'un Governador i una assemblea legislativa, triada democràticament. La seu del govern es troba al barri de Shinjuku. El Govern administra els 23 Barris especials de Tòquio (cadascun d'ells governats com un municipi independent), així com els municipis i viles que formen la prefectura. Amb una població propera als 14 milions d'habitants vivint dins dels seus limits i molta més a les prefectures veïnes, el Govern Metropolità té una força política significativa al conjunt del Japó.

## Estructura delGran TòquiooMetropolis de Tòquio
Sota la llei japonesa, Tòquio es designada com un to (都), que se pot traduir com a Metròpoli. Dins de Tòquio es troben moltes subdivisions, incloent els 23 barris especials, els quals fins 1943 formaven la ciutat de Tòquio com a simples barris sense govern. Tòquio a més, en té 26 ciutats (市 -shi), 5 pobles (町 -chō o machi) i huit viles (村 -son o -mura), cadascuna d'elles amb el seu govern municipal. També n'hi han illes que conformen la metropolis com Izu o Ogasawara.

## Assemblea Metropolitana de Tòquio
L'Assemblea Metropolitana de Tòquio és la cambra legislativa prefectural. Està formada per 127 escons, elegits cada quatre anys. Les sessions ordinàries es realitzen quatre vegades a l'any: en febrer, juny, setembre i desembre. Aquestes sessions solen durar al voltant de 30 dies.

Composició de l'Assemblea Metropolitana després de 2017

| Composició de l'Assemblea Metropolitana de Tòquio (2017) |                                           |        |
|                                                          | Partit                                    | Escons |
|                                                          | Tomin First no Kai                        | 53     |
|                                                          | Kōmeitō                                   | 23     |
|                                                          | Partit Liberal Democràtic                 | 23     |
|                                                          | Partit Comunista del Japó                 | 18     |
|                                                          | Partit Constitucional Democràtic del Japó | 5      |
|                                                          | Independents-Kagayake Tokyo               | 2      |
|                                                          | Tokyo Seikatsusha Network                 | 1      |
|                                                          | Nippon Ishin no Kai                       | 1      |
|                                                          | Vacant                                    | 1      |
|                                                          | Total                                     | 127    |

## Governador
- Llista de Governadors de Tòquio

Com en les altres prefectures, els ciutadans de Tòquio trien directament al Governador cada quatre anys, sense límit de mandats pels Governadors. El Governador és l'encarregat d'aprovar els pressupostos, que després hauran de ser aprovats per l'assemblea legislativa. L'assemblea pot fer una qüestió de confiança al Governador i aquest te les competències per dissoldre la cambra.
El primer Governador de la prefectura fou en Mitsue Karasumaru en 1868 amb el càrrec de "Governador de la Prefectura d'Edo" com es deia aleshores. Pocs mesos després, el nom canvià a Tòquio i en Karasumaru continuà governant.

## Composició del Govern Metropolità
| Departament         | Titulars    | Titulars       | Titulars           |
| ------------------- | ----------- | -------------- | ------------------ |
| Departament         | Naoki Inose | Yōichi Masuzoe | Yuriko Koike       |
| Panificació         |             |                | Tatsuya Noma       |
| Seguretat           |             |                | Yasuhiro Konishi   |
| Afers Generals      |             |                | Akinori Muramatsu  |
| Finances            |             |                | Norihiko Yoshimura |
| Hisenda             |             |                | Kinnori Tode       |
| Cultura             |             |                | Reiko Takeichi     |
| Esport              |             |                | Enkō Katsura       |
| Urbanisme           |             |                | Yūichi Ueno        |
| Medi Ambient        |             |                | Shōichi Kurioka    |
| Salut               |             |                | Rinji Nakamura     |
| Indústria i Treball |             |                | Hiroshi Nemoto     |
| Abastiments         |             |                | n/a                |
| Obres Públiques     |             |                | Takashi Nakajima   |
| Ports               |             |                | Hiromi Furuya      |
| Comptabilitat       |             |                | Masashi Tsutsumi   |